# NGC 4883
NGC 4883 ist eine 14,4 mag helle Linsenförmige Galaxie vom Hubble-Typ SB0 im Sternbild Haar der Berenike und etwa 366 Millionen Lichtjahre von der Milchstraße entfernt. Sie gehört zum Coma-Galaxienhaufen und wurde am 22. April 1865 von Heinrich Louis d’Arrest entdeckt.